# Драма
Драма је жанр у књижевности, који је настао у петом веку пре нове ере, за време античке Грчке и који се и данас развија. Драма је књижевно дело, које, углавном, служи јавном извођењу у позоришту. У току 18. и 19. века опера је настала као комбинација драме, поезије и музике. Основне подврсте драме су: трагедија, комедија и драма у ужем смислу, које се прво појављују неколико векова пре наше ере. Старогрчка драма је према легендама настала за време верског фестивала, када се један певач одвојио од збора и почео певати сам. Грчка трагедија се углавном бавила познатим митолошким темама. Трагедије су, слично као и данас, радови озбиљнијег и тежег карактера и тичу су се углавном људских трагичних судбина. За разлику од њих, комедије су већином ведријег карактера и готово увек имају срећан завршетак. Грчки фестивали драме били су такмичарског типа, а писци су се за такмичење пријављивали са тетралогијама: три трагедије и једном комедијом. Најпознатији антички драмски писци су Есхил, Софокле и Еурипид, као и комедиограф Аристофан.
Сматран жанром поезије уопште, драмски модус је био у супротности са епским и лирским модусима још од Аристотелове Поетике (око 335. п. н. е.) — најранијег дела драмске теорије. На енглеском (као што је био аналоган случај у многим другим европским језицима), реч play или игра (превод англосаксонског pleġan или латинског ludus) била је стандардни термин за драме све до времена Вилијама Шекспира – баш као што је њен творац био плејмејкер, а не драматург, а зграда је била играоница, а не позориште.
Употреба „драме“ у ужем смислу за означавање одређене врсте представе датира из модерног доба. „Драма“ се у овом смислу односи на комад који није ни комедија ни трагедија — на пример, Золина Тереза Ракин (1873) или Чеховљев Иванов (1887). То је ужи смисао који су филмска и телевизијска индустрија, заједно са филмским студијама, усвојиле да опишу „драму” као жанр у својим медијима. Термин „радио драма” је коришћен у оба смисла - првобитно преношен у живој изведби. Такође се може користити да се односи на префињенији и озбиљнији вид драматурске продукције радија. Извођење драме у позоришту, коју глумци изводе на сцени пред публиком, претпоставља колаборативне начине продукције и колективни облик рецепције. На структуру драмских текстова, за разлику од других облика књижевности, директно утиче ова сарадничка продукција и колективна рецепција.
Пантомимизам је облик драме где се радња приче исприча само кроз покрет тела. Драма се може комбиновати са музиком: драмски текст у опери се углавном пева у целини; што се тиче неких балета, плес „изражава или имитира емоције, карактер и наративну акцију“. Мјузикли укључују и говорне дијалоге и песме; а неки облици драме имају успутну музику или музичку пратњу која наглашава дијалог (мелодрама и јапански но, на пример). Драма у прмару је форма која је намењена читању, а не извођењу. У импровизацији, драма не постоји пре тренутка извођења; извођачи смишљају драмски сценарио спонтано пред публиком.

## Историја западне драме

### Класична грчка драма
Западна драма потиче из класичне Грчке. Позоришна култура града-државе Атине произвела је три жанра драме: трагедију, комедију и сатирску представу. Њихово порекло остаје нејасно, иако су до 5. века пре нове ере били институционализовани у такмичењима која су се одржавала као део прослава бога Диониса. Историчари знају имена многих древних грчких драматичара, међу којима је и Теспис, који је заслужан за иновативност глумца („хипокрита“) који говори (а не пева) и опонаша лик (уместо да говори у својој личности), док остварује интеракције са хором и његовим вођом („корифеји“), који су били традиционални део извођења недрамске поезије (дитирамске, лирске и епске).